# Peyrolles-en-Cévennes
Peyrolles-en-Cévennes (voorheen Peyrolles) is een gemeente in het Franse departement Gard (regio Occitanie). De gemeente telt 39 inwoners (2009) en maakt deel uit van het arrondissement Le Vigan.

## Geschiedenis
In januari 2025 werd de gemeentenaam officieel gewijzigd van Peyrolles naar Peyrolles-en-Cévennes.

## Geografie
De oppervlakte van Peyrolles-en-Cévennes bedraagt 9,3 km², de bevolkingsdichtheid is dus 4,2 inwoners per km².

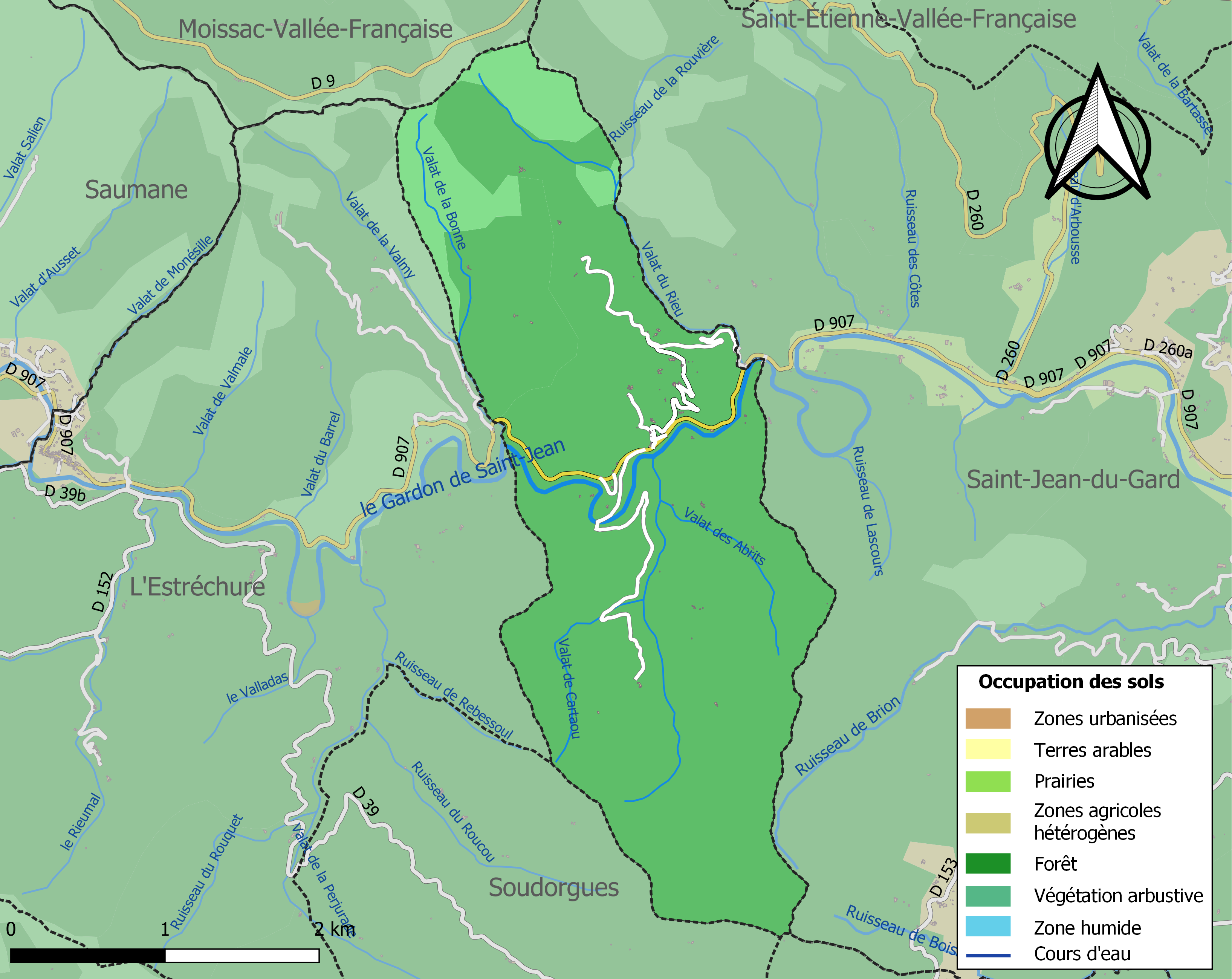
Kaart van de gemeente met de belangrijkste infrastructuur, bodemgebruik en omliggende gemeenten

## Demografie
Onderstaande figuur toont het verloop van het inwonertal (bron: INSEE-tellingen).